# الوضاح بن عبد الله اليشكري
الوضاح بن عبد الله اليشكري، المشهور بكنيته أبي عوانة، مُحدّث من تبع التابعين، من الثقات والحفّاظ. روى له الجماعة أصحاب الكتب الستة.

## سيرته
أَبُو عوانة كان من سبي جرجان، وهو مولى يزيد بن عطاء بن يزيد اليشكري، وكان مولاه قد خيره بين الحرية وبين كتابة الحديث فاختار كتابة الحديث عَلَى الحرية، وكان مولاه قد فوض إليه التجارة، ثم أعتقه يزيد بن عطاء. احتفظ أبو عوانة بالحديث في كتب عنده، وكان يقرأها للناس في البصرة، مات في ربيع الأول سنة 176 هـ بالبصرة.

## روايته للحديث النبوي
- روى عن: إبراهيم بن محمد بن المنتشر، وإبراهيم بن مهاجر البجلي، وإبراهيم بن ميسرة الطائفي، وإسماعيل بن سالم، وإسماعيل بن عبد الرحمن السدي، والأسود بن قيس، وأشعث بن أبي الشعثاء، وأيوب السختياني، وبشر بن نمير، وبكير بن الأخنس السدوسي، وأبي بشر بيان بن بشر الأحمسي، وجابر بن يزيد الجعفي، والجعد أبي عثمان البصري، وأبي بشر جعفر بن أبي وحشية، والحر بن الصياح، والحر بن مسكين، وحصين بن عبد الرحمن، والحكم بن عتيبة، وحماد بن أبي سليمان، وخالد بن علقمة، وداود بن عبد الله الأودي، وداود بن أبي هند دينار القشيري، ورقبة بن مصقلة، وزياد بن علاقة، وزيد بن جبير، وسعد بن إبراهيم، وسعيد بن مسروق الثوري، وسليمان الأعمش، وسماك بن حرب، وسهيل بن أبي صالح، وطارق بن عبد الرحمن، وعاصم بن بهدلة، وعاصم الأحول، وعاصم بن كليب، وعبد الله بن عون، وعبد الأعلى بن عامر، وعبد الرحمن بن الأصبهاني، وعبد الرحمن بن الأصم، وعبد العزيز بن صهيب، وعبد الملك بن أبي سليمان، وعبد الملك بن عمير، وعبيد الله بن الأخنس، وعثمان بن عبد الله بن موهب، وعثمان بن المغيرة الثقفي، وعطاء بن السائب، وعمر بن أبي سلمة بن عبد الرحمن بن عوف، وعمرو بن دينار، وفراس بن يحيى الهمداني، وقتادة بن دعامة، ومحمد بن إسحاق بن يسار، ومحمد بن المنكدر حديثًا واحدًا، ومخول بن راشد، ومطرف بن طريف، ومعاوية بن قرة المزني، ومغيرة بن مقسم الضبي، ومنصور بن زاذان، ومنصور بن المعتمر، ومهاجر أبي الحسن، وموسى بن أبي عائشة، ونعيم بن حكيم المدائني، وهلال بن خباب، وهلال الوزان، ويحيى بن أبي إسحاق الحضرمي، ويحيى الجابر، ويزيد بن أبي زياد، ويعلى بن عطاء العامري، وأبي إسحاق الشيباني، وأبي بلج الفزاري، وأبي جعفر الرازي، وأبي الجويرية الجرمي، وأبي حصين الأسدي، وأبي حمزة القصاب، وأبي الزبير المكي، وأبي مالك الأشجعي، وأبي يعفور العبدي.
- روى عنه: إبراهيم بن الحجاج النيلي، وأحمد بن إسحاق الحضرمي، وأحمد بن عبدة الضبي، وإسماعيل بن علية، وبشر بن معاذ العقدي، وجبارة بن مغلس، وحامد بن عمر البكراوي، وحبان بن هلال، وحجاج بن منهال، وخالد بن خداش، وخلف بن هشام، وروح بن عبد المؤمن المقرئ، وسعيد بن منصور، وسهل بن بكار، وسويد بن عمرو الكلبي، وشعبة بن الحجاج ومات قبله، وشيبان بن فروخ، وصالح بن عبد الله الترمذي، وأبو همام الصلت بن محمد الخاركي، وعبد الله بن رجاء الغداني، وعبد الرحمن بن عمرو البجلي، وعبد الرحمن بن المبارك العيشي، وعبد الرحمن بن مهدي، وعبيد الله بن عمر القواريري، وعبيد الله بن محمد العيشي، وعثمان بن عمر بن فارس، وعفان بن مسلم الصفار، وعلي بن الحكم المروزي، وعمرو بن عون الواسطي، وأبو نعيم الفضل بن دكين، والفضل بن مساور ختن أبي عوانة، وقتيبة بن سعيد، وأبو مالك كثير بن يحيى صاحب البصري، وليث بن حماد الصفار، وليث بن خالد البلخي، ومحمد بن أبي بكر المقدمي، ومحمد بن الحسن بن الزبير الأسدي، ومحمد بن سليمان لوين، ومحمد بن طالب، ومحمد بن عبد الملك بن أبي الشوارب، ومحمد بن عبيد بن حساب، ومحمد بن عيسى الطباع، ومحمد بن الفضل عارم، ومحمد بن محبوب البناني، ومحمد بن معاذ بن عباد العنبري، ومسدد بن مسرهد، ومسلم بن إبراهيم، ومعقل بن مالك الباهلي، ومعلى بن أسد العمي، وأبو سلمة موسى بن إسماعيل، وهشام بن عبيد الله الرازي، والهيثم بن جميل الأنطاكي، والهيثم بن سهل التستري وهو آخر من روى عنه، ووكيع بن الجراح، ويحيى بن حماد الشيباني ختن أبي عوانة، ويحيى بن عبد الحميد الحماني، ويحيى بن يحيى النيسابوري، ويزيد بن زريع، وأبو داود الطيالسي، وأبو الربيع الزهراني، وأبو كامل الجحدري، وأبو هشام المخزومي، وأبو الوليد الطيالسي.[2]
- الجرح والتعديل: 
  - قال عفان بن مسلم الصفار: «كان أبو عوانة صحيح الكتاب، كثير العجم والنقط، كان ثبتا، وأبو عوانة في جميع ماله أصح حديثا عندنا من شعبة.»
  - وسئل أحمد بن حنبل: «أبو عوانة أثبت أو شريك؟» قال: «إذا حدث أبو عوانة من كتابه فهو أثبت، وإذا حدث من غير كتابه ربما وهم».
  - قال أبو زرعة الرازي: «ثقة إذا حدث من كتابه.»
  - قال أبو حاتم الرازي: «كتبه صحيحة، وإذا حدث من حفظه غلط كثيرًا، وهو صدوق، ثقة، وهو أحب إلي من أبي الأحوص، ومن جرير بن عبد الحميد، وهو أحفظ من حماد بن سلمة.»
  - وقال يحيى القطان: «أبو عوانة من كتابه أحب إلي من شعبة من حفظه.»[2]